# Saint-Parize-le-Châtel
Saint-Parize-le-Châtel è un comune francese di 1 313 abitanti situato nel dipartimento della Nièvre nella regione della Borgogna-Franca Contea.

## Società

### Evoluzione demografica
Abitanti censiti